# 门墩

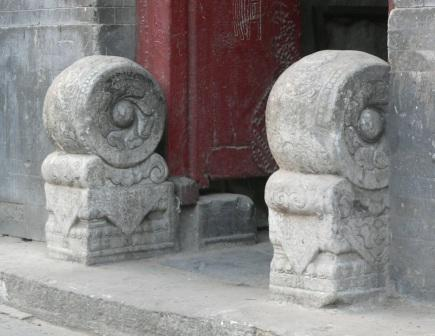
北京四合院的抱鼓形门礅儿（抱鼓石）

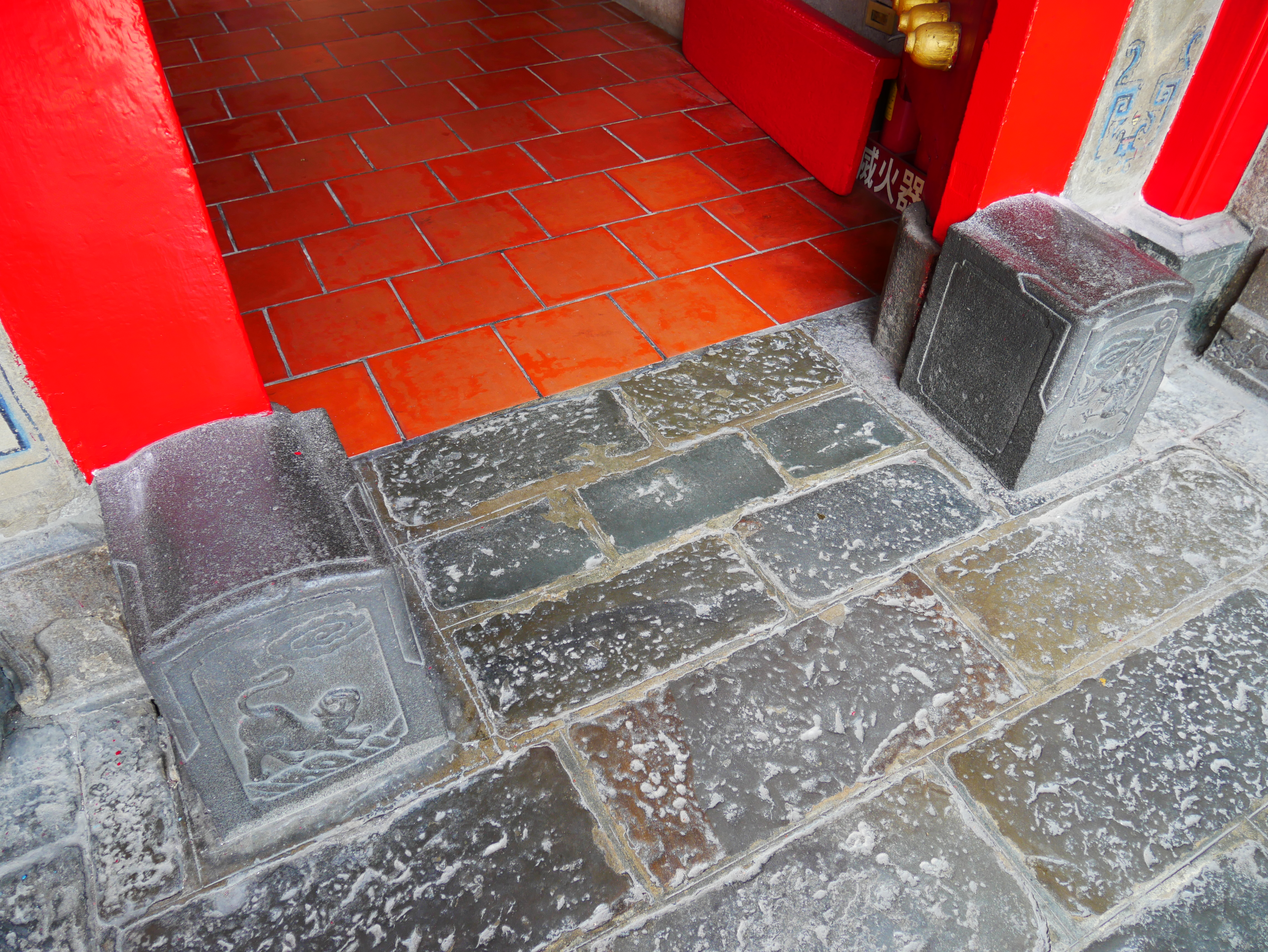
新竹關帝廟三川殿門枕石

门墩，又称门座、门台，是用于東亞传统建築，的大门底部，起到支撑门框，门轴作用的一个构件，多為石製，但也有木製者。整体称门枕石，门外部分称为门墩，主要有箱形和抱鼓形（抱鼓石）两种。门枕石在中间有一个槽用于支撑门框，门内部分有一海窝用于插入门纂（门轴的下端），与固定在中槛上的连楹一起起到固定门轴，便于门的开关的作用。
中國的門墩常見於四合院建築，是门楼中比较有特色的一个组成部件，门礅上通常雕刻一些中国传统的吉祥图案，因此是了解中国传统文化的石刻艺术品。北京的门礅主要以箱形和抱鼓形居多，但还有狮子形，多角柱形，水瓶形门礅。
门墩通常由须弥座，抱鼓或方箱，以及兽吻或狮子（有说是狻猊）几部分构成。根据门楼的形制不同门墩的形制也有差异。
须弥座是整个门礅的基础，一般会刻有莲花的形状，上面通常有锦铺。抱鼓是一个竖立着的鼓，再鼓面和鼓的侧面通常雕刻有各种吉祥纹样，有福在眼前，岁岁平安，福禄寿等图案。方箱式一立方体，四面都刻有不同的纹样。在抱鼓或箱体上面雕刻有兽吻或狮子。整个门枕石由一块整石雕刻而成。
由于文化大革命中的“破四旧”，现在北京四合院门墩上的狮子大多已残破。随着老城改造和拆迁，门墩越来越少，北京石刻艺术博物馆和北京语言文化大学内的枕石园收藏和保护了一些门礅，并向公众展出。